# 수학원
수학원(修學院)은 대한제국의 황족, 귀족의 자제들을 대상으로 한 교육기관이었다.
1906년(광무 10년)에 덕수궁 양이재(養怡齋)에 설치되었으며, 한 학기는 4월 1일에 시작되었다. 직원은 원장(칙임관) 1명, 교관(교사에 해당 : 주임관) 4명, 서기(판임관) 3명으로 이루어져 있었다. 학생의 인원은 20명 이내로 제한되었다.
1910년 한일 강제병합으로 폐지되었다.

## 같이 보기
- 가쿠슈인(學習院) - 비슷한 기능을 하는 일본의 교육기관

## 연혁
- 1906년 4월 1일 설립
- 1910년 10월 11일 경성고등보통학교에 수학원 학생을 해당 학년 편입 시킴으로 학교 폐교됨

## 참조자료
- 한국민족문화대백과, 수학원[깨진 링크(과거 내용 찾기)]